# Двигатели Renault серии E
Renault Energy — рядный четырёхцилиндровый четырёхтактный бензиновый двигатель внутреннего сгорания с втулками чугунного блока цилиндров, водяным охлаждением, пятью подшипниками коленвала, верхним распредвалом, приводимым в движение зубчатым ремнём газораспределительного механизма, и алюминиевой головкой блока цилиндров с восемью клапанами. Разработан компанией Renault в конце 1980-х годов и впервые был представлен на Renault 19.

## История
Впервые двигатель Energy был представлен в 1988 году на Renault 19. Далее двигатель начал устанавливаться на автомобили Clio I, Mégane I и Express.
В 1996 году на Renault Clio двигатель Energy (E7F) был заменён двигателем D7F из-за введения новых стандартов выбросов и пониженного расхода топлива. E7J же был заменён дизельной моделью K7J.

## Технические характеристики
| Тип              | E5F—E7F          | E6J—E7J          |
| ---------------- | ---------------- | ---------------- |
| Объём            | 1,2 л (1171 см3) | 1,4 л (1390 см3) |
| Диаметр цилиндра | 75,8 мм          | 75,8 мм          |
| Ход поршня       | 64,9 мм          | 77 мм            |

## Дальнейшее развитие
На Mégane I был представлен двигатель K. Основное отличие заключается в механической обработке цилиндров, поскольку у этого двигателя съёмные вкладыши. Головка блока цилиндров Energy у восьмиклапанных версий. Также существовали шестнадцатиклапанные двигатели (K9K — 1.5 dCi).

## ExF
Объём двигателя ExF составляет 1,2 л (1171 см3). E5F — карбюраторный двигатель, а E7F — инжекторный, с каталитическим нейтрализатором. Мощность варьируется от 40 до 44 кВт (54—60 л. с.).

## ExJ
Объём двигателя ExJ составляет 1,4 л (1390 см3). E6J — карбюраторный двигатель, а E7J — инжекторный.